# Варенцова Ольга Панасівна
Ольга Панасівна Варенцова (8 липня 1862, місто Іваново-Вознесенськ Владимирської губернії, тепер місто Іваново, Російська Федерація — 22 березня 1950, місто Москва, Російська Федерація) — радянська діячка, революціонерка, голова та відповідальний секретар Іваново-Вознесенського губернського комітету РКП(б). Член Центральної контрольної комісії РКП(б) у 1922—1923 роках.

## Життєпис
Народилася 26 червня (8 липня) 1862 року в місті Іваново-Вознесенськ. Батьком Ольги був колишній кріпак, який мав свою невелику текстильну фабрику.
Закінчила міське училище в Іваново-Вознесенську. З 1876 по 1883 рік навчалася в Іваново-Вознесенській гімназії. У червні 1883 року закінчила 7 класів гімназії з відзнакою і вступила до Владимирської жіночої гімназії, де у червні 1884 року закінчила 8-й клас та отримала диплом «домашньої наставниці». Тоді ж вступила до нелегального гуртка, який тяжів до народовольців. З 1884 року Ольга Варенцова була слухачкою Московських вищих жіночих курсів В. І. Гер'є.
27 квітня 1887 року під час обшуку в її квартирі поліція знайшла нелегальну літературу. Після чотирьох місяців ув'язнення Варенцову вислали під нагляд поліції в село Куликово біля Іваново-Вознесенська. Наприкінці грудня 1887 року засуджена до шести місяців ув'язнення, яке відбувала у Шуйській в'язниці.
Після звільнення проживала в Іваново-Вознесенську. Входила до Іваново-Вознесенського марксистського робітничого гуртка, організувала жіночий марксистський гурток. У 1895 році була одним з організаторів маївки в Іваново-Вознесенську, приєдналася до заснування «Іваново-Вознесенського робітничого союзу». У червні 1897 року заарештована, вислана на два роки в місто Бірськ Уфимської губернії.
Член РСДРП(б) з 1898 року. Мала партійні псевда «Марія Іванівна», «Катерина Миколаївна». 
На початку 1900 року була звільнена, деякий час жила в місті Уфі. З 1900 року була активною прихильницею ідей, які пропагувала нелегальна газета «Іскра». У 1901 році взяла участь в організації «Північного робітничого союзу», ставши його відповідальним секретарем і членом Центрального комітету. Також була членом Ярославського комітету РСДРП. Весною 1902 року «Північний робітничий союз» був розгромлений поліцією, а Ольга Варенцова заарештована. Провела понад рік у Бутирській в'язниці Москви. У 1903—1905 роках була у засланні в Астрахані та Вологді, вела активну нелегальну діяльність, в 1904—1905 роках очолювала Вологодську групу РСДРП.
Наприкінці червня 1905 року нелегально приїхала до Костроми, де взяла участь у роботі конференції Північного комітету РСДРП. Потім виїхала до Москви, вела революційну роботу в Єгор'євську, Ярославлі та Санкт-Петербурзі. У липні 1906 року повернулася до Іваново-Вознесенська.
З 1906 року — районний організатор, секретар Іваново-Вознесенського міського комітету РСДРП, член виконавчого бюро Союзної ради, яке об'єднувало всі соціал-демократичні організації Іваново-Вознесенського промислового району. У січні 1908 року заарештована та засуджена до адміністративного заслання у Вологду, де перебувала до квітня 1910 року.
З квітня 1910 року — в Іваново-Вознесенську, у вересні 1910 року була організаторкою обласної конференції більшовиків у селі Владичне біля Кінешми. Заарештована поліцією під час роботи конференції, але через брак доказів незабаром була звільнена.
З 1911 по 1913 брала активну участь у відродженні Московського комітету РСДРП. У лютому 1913 року заарештована жандармами, вислана в Пудозький повіт Олонецької губернії. З січня 1914 року відбувала адміністративне заслання у Вологді, а потім у Кадниковському повіті Вологодської губернії. Влітку 1916 року звільнена, переїхала до Москви. Працювала в літературній групі Московського обласного бюро ЦК РСДРП(б).
З березня 1917 року — секретар Військового бюро при Московському комітеті РСДРП(б). У жовтні 1917 року була членом трійки Міського району Москви, організовувала боротьбу із юнкерами. Учасниця Жовтневого перевороту 1917 року в Москві. Потім викладала на Пречистенських робітничих курсах.
У 1918—1919 роках — член Всеросійського бюро військових комісарів.
29 вересня 1919 — 1920 року — голова Іваново-Вознесенського губернського комітету РКП(б).
У 1920 — березні 1921 року — відповідальний секретар Іваново-Вознесенського губернського комітету РКП(б). Була звільнена у зв'язку із хворобою, виїхала на лікування до Криму, завідувала жіночим відділом РКП(б) у Севастополі.
У 1921—1928 роках — член Ради Інституту історії партії при ЦК РКП(б) (ВКП(б)). З 1928 по 1935 рік працювала в Інституті Маркса—Енгельса—Леніна при ЦК ВКП(б).
З 1935 року — на пенсії в Москві.
Авторка кількох праць з історії революційного руху в Росії, зокрема спогадів про діяльність Михайла Фрунзе в Іваново-Вознесенському районі в 1906—1907 роках та широко документованих статей напівмемуарного характеру про Північний робітничий союз та про Військове бюро при Московському комітеті РСДРП(б).
Померла 22 березня 1950 року в Москві. Похована на Новодівичому цвинтарі Москви.

## Нагороди
- орден Леніна (8.03.1933)
- медаль «За доблесну працю у Великій Вітчизняній війні 1941—1945 рр.» (1945)